# Tongchuan, Dazhou
Tongchuan är ett stadsdistrikt och säte för stadsfullmäktige i Dazhou i Sichuan-provinsen i sydvästra Kina.